# Wolfgang Schilling (Fußballspieler, 1957)
Wolfgang Schilling (* 18. März 1957) ist ein ehemaliger deutscher Fußballspieler.

## Karriere
Schilling wechselte 1974 in den Nachwuchsbereich des FC Carl Zeiss Jena. Zuvor war er bereits in der Jugend der BSG Chemie Jena aktiv.

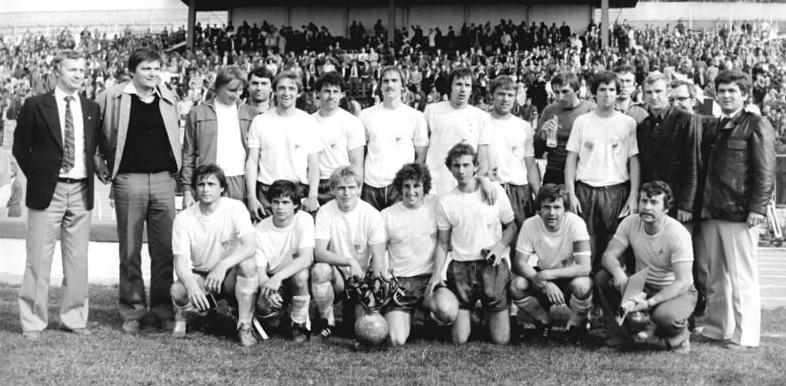
Pokalsieger 1980 FC Carl Zeiss Jena

Der Außen- und Innenverteidiger spielte von der Saison 1979/80 bis zur Saison 1988/89 für die erste Mannschaft des FC Carl Zeiss Jena. Bereits 1980, in seinem ersten Profijahr, wurde Schilling mit Jena FDGB-Pokalsieger. Im Finalspiel gegen den FC Rot-Weiß Erfurt lief der Defensivspieler in der Startelf seiner Mannschaft auf. Nach 0:0 zur Halbzeit und 1:1 nach regulärer Spielzeit, entschied erst die Verlängerung die Begegnung. Mit 3:1 setzten sich die Jenaer durch. Schilling stand über die vollen 90 Minuten auf dem Platz. Durch diesen Erfolg qualifizierte sich die Mannschaft für den Europapokal der Pokalsieger 1980/81. Bereits in der ersten Runde des Turniers wartete mit dem AS Rom ein nur schwer zu besiegender Gegner. Das Hinspiel wurde schließlich 3:0 verloren. Das Rückspiel entschieden die Jenaer mit 4:0 für sich. Über den FC Valencia, AFC Newport County und Benfica Lissabon zogen die Mannen von FC-Trainer Hans Meyer ins Finale um den Wettbewerb ein. Gegen Dinamo Tiflis verlor man dann aber am 13. Mai 1981 im Düsseldorfer Rheinstadion mit 1:2. Schilling war über die volle Spielzeit auf dem Feld, konnte jedoch die Niederlage auch nicht abwehren. Von neun möglichen Einsätzen im Turnier kam Schilling auf fünf Einsätze. In der DDR-Oberliga erreichte man im gleichen Jahr Platz zwei hinter dem Berliner FC Dynamo. Schilling spielte mit Jena während seiner Profizeit oft in den Top-Regionen des DDR-Fußballs. 1982/83 und 1985/86 wurde Jena jeweils dritter und 1988 wurde nochmal das Finale des FDGB-Pokals erreicht, was der FCCZJ aber mit 0:2 n. V. gegen den Meister Berliner FC Dynamo verlor. Schilling stand bei diesem Endspiel jedoch nicht mit auf dem Feld. Da Berlin damals auch die Liga gewann, qualifizierte sich Schilling zum zweiten Mal in seiner Karriere mit Jena für den Europapokal der Pokalsieger. Dieses Mal schied der Klub jedoch bereits in der zweiten Runde gegen den italienischen Vertreter Sampdoria Genua aus. Zum Einsatz kam Schilling dort aber nicht mehr. In der Liga kam der Verteidiger in seiner letzten Saison auf nur noch drei Einsätze. Nach der Spielzeit 1988/89 beendete er seine Karriere.

## Erfolge
- FDGB-Pokalsieger mit FC Carl Zeiss Jena: 1980

## Statistik
Er bestritt 167 Pflichtspiele (5 Tore) für den Verein
- 126 Spiele (5 Tore) in der DDR-Oberliga
- 16 Spiele um den FDGB-Pokal
- 13 Spiele im Europapokal
- 12 Spiele im IFC

### Detailübersicht
| Saison  | DDR-Oberliga | FDGB-Pokal | Pokal d. Pokalsieger | Europapokal | IFC    |
| ------- | ------------ | ---------- | -------------------- | ----------- | ------ |
| 1979/80 | 12 (1)       | 2 (0)      | 0 (0)                | 0 (0)       | 0 (0)  |
| 1980/81 | 22 (1)       | 2 (0)      | 5 (0)                | 0 (0)       | 0 (0)  |
| 1981/82 | 13 (1)       | 3 (0)      | 0 (0)                | 4 (0)       | 0 (0)  |
| 1982/83 | 6 0(0)       | 1 (0)      | 0 (0)                | 1 (0)       | 0 (0)  |
| 1983/84 | 9 0(1)       | 1 (0)      | 0 (0)                | 2 (0)       | 0 (0)  |
| 1984/85 | 12 (0)       | 0 (0)      | 0 (0)                | 0 (0)       | 0 (0)  |
| 1985/86 | 21 (0)       | 6 (0)      | 0 (0)                | 0 (0)       | 3 (0)  |
| 1986/87 | 21 (1)       | 0 (0)      | 0 (0)                | 1 (0)       | 3 (0)  |
| 1987/88 | 7 0(0)       | 1 (0)      | 0 (0)                | 0 (0)       | 4 (0)  |
| 1988/89 | 3 0(0)       | 0 (0)      | 0 (0)                | 0 (0)       | 2 (0)  |
| Gesamt  | 126 (5)      | 16 (0)     | 5 (0)                | 7 (0)       | 12 (0) |